# بيدرو هرنانديز فرانكو
بيدرو هرنانديز فرانكو (بالإسبانية: Pedro Hernández Franco)‏ (27 أغسطس 1993 بغوادالاخارا في المكسيك - ) هو لاعب كرة قدم مكسيكي في مركز الوسط. لعب مع نادي كوريكامينوس ‏.

## وصلات خارجية
- بيدرو هرنانديز فرانكو على موقع قاعدة بيانات كرة القدم.إي يو (الإنجليزية)
- بيدرو هرنانديز فرانكو على موقع AS.com (الإسبانية)